# People’s Choice
People’s Choice (auch Peoples Choice) waren eine US-amerikanische Gesangsgruppe, die 1971 in Philadelphia (Pennsylvania) gegründet wurde.

## Geschichte
Gründungsmitglieder waren Frank Brunson, David Thompson, Valerie Brown, Marc Reed, Darnell Jordan, Johnnie Hightower, Clifton Gamble, Bill Rodgers und Stanley Thomas.
Unter dem Label von Philadelphia International Records (PIR) und produziert von Leon Huff – bei dieser Produktion allerdings ohne den Mitproduzenten Kenny Gamble – hatten sie mit Do It Any Way You Wanna (1975) und Jam Jam Jam (1978) zwei UK-Top-40-Hits. Sie veröffentlichten unter dem PIR-Label die Alben Boogie Down U.S.A. (1975), We Got Rhythm (1976) und Turn Me Loose (1978).
1982 wechselte die Gruppe zu TPC Records. 1984 folgte ein weiterer Wechsel zu Mercury Records.

## Diskografie

### Alben
| Jahr | Titel              | Höchstplatzierung, Gesamtwochen, AuszeichnungChartplatzierungen (Jahr, Titel, Platzierungen, Wochen, Auszeichnungen, Anmerkungen) | Höchstplatzierung, Gesamtwochen, AuszeichnungChartplatzierungen (Jahr, Titel, Platzierungen, Wochen, Auszeichnungen, Anmerkungen) | Höchstplatzierung, Gesamtwochen, AuszeichnungChartplatzierungen (Jahr, Titel, Platzierungen, Wochen, Auszeichnungen, Anmerkungen) | Anmerkungen                        |
| Jahr | Titel              | UK | US | R&B | Anmerkungen                        |
| ---- | ------------------ | --- | --- | --- | ---------------------------------- |
| 1975 | Boogie Down U.S.A. | — | US56 (15 Wo.)US | R&B7 (11 Wo.)R&B | Philadelphia International Records |
| 1976 | We Got Rhythm      | — | US174 (3 Wo.)US | R&B38 (6 Wo.)R&B | Philadelphia International Records |

Weitere Alben
- 1978: Turn Me Loose (Philadelphia International Records)
- 1980: People’s Choice
- 1982: Still In Love With You (TPC Records)
- 1984: Strikin’ (Mercury Records)

### Singles
| Jahr | Titel Album                                                     | Höchstplatzierung, Gesamtwochen, AuszeichnungChartplatzierungen (Jahr, Titel, Album, Platzierungen, Wochen, Auszeichnungen, Anmerkungen) | Höchstplatzierung, Gesamtwochen, AuszeichnungChartplatzierungen (Jahr, Titel, Album, Platzierungen, Wochen, Auszeichnungen, Anmerkungen) | Höchstplatzierung, Gesamtwochen, AuszeichnungChartplatzierungen (Jahr, Titel, Album, Platzierungen, Wochen, Auszeichnungen, Anmerkungen) | Anmerkungen |
| Jahr | Titel Album                                                     | UK | US | R&B | Anmerkungen |
| ---- | --------------------------------------------------------------- | --- | --- | --- | ----------- |
| 1971 | I Likes To Do It –                                              | — | US38 (10 Wo.)US | R&B9 (12 Wo.)R&B |             |
| 1972 | Let Me Do My Thing –                                            | — | — | R&B45 (4 Wo.)R&B |             |
| 1975 | Party Is A Groovy Thing Boogie Down U.S.A.                      | — | — | R&B45 (14 Wo.)R&B |             |
| 1975 | Do It Any Way You Wanna Boogie Down U.S.A.                      | UK36 (5 Wo.)UK | US11 Gold · (16 Wo.)US | R&B1 (18 Wo.)R&B |             |
| 1976 | Nursery Rhymes (Part I) Boogie Down U.S.A.                      | — | US93 (3 Wo.)US | R&B22 (15 Wo.)R&B |             |
| 1976 | Here We Go Again We Got Rhythm                                  | — | US93 (3 Wo.)US | R&B52 (7 Wo.)R&B |             |
| 1976 | Movin’ In All Directions We Got Rhythm                          | — | US93 (3 Wo.)US | R&B52 (8 Wo.)R&B |             |
| 1977 | Cold Blooded And Down-right Funky We Got Rhythm                 | — | — | R&B83 (3 Wo.)R&B |             |
| 1977 | If You Gonna Do It (put Your Mind To It) –                      | — | — | R&B76 (7 Wo.)R&B |             |
| 1978 | Jam Jam Jam –                                                   | UK40 (4 Wo.)UK | — | — |             |
| 1981 | My Feet Won’t Move, But My Shoes Did The Boogie People’s Choice | — | — | R&B77 (6 Wo.)R&B |             |